# 惡夜救援
《惡夜救援》是一部2020年美國動作驚悚片，由麥特·伊斯坎達里執導，布魯斯·威利、查德·麥可·莫瑞、席亞·巴克納主演。電影於2020年5月22日美國VOD發行。

## 劇情
一名醫生在兩名罪犯闖入住家後，劫持了他的家人並要求為一名犯罪夥伴取出子彈。然而，醫生父親法蘭克（布魯斯威利飾演）卻發現妻子遭到殺害。法蘭克忽然拿起手中的刀，與罪犯博鬥度過漫長的一夜。

## 演員
- 布魯斯·威利飾演法蘭克·克拉克（Frank Clark）
- 查德·麥可·莫瑞飾演瑞奇·克拉克（Rich Clark）
- 席亞·巴克納（英语：Shea Buckner）飾演傑米·格蘭傑（Jamie Granger）
- 泰勒·強·歐森（Tyler Jon Olson）飾演馬提亞斯·格蘭傑（Matthias Granger）
- 莉迪亞·赫爾（Lydia Hull）飾演珍·克拉克（Jan Clark）

## 製作
主要攝影在喬治亞州哥倫布只花了10天完成。

## 外部連結
- 互联网电影数据库（IMDb）上《惡夜救援》的资料（英文）
- 爛番茄上《惡夜救援》的資料（英文）